# 陰石郡
阴石郡，中国南北朝时设置的郡。
南朝梁置阴石郡，属石州。治所在阴石县（今广西容县）。辖境相当今广西壮族自治区容县一带。南朝陈沿置，隋文帝开皇九年（589年）隋灭陈，废阴石郡，阴石县改为奉化县，地入石州（永平郡）。